# Gili Trawangan (ö)
Gili Trawangan är en ö i Indonesien.   Den ligger i provinsen Nusa Tenggara Barat, i den sydvästra delen av landet, 1 000 km öster om huvudstaden Jakarta. Arean är 15,0 kvadratkilometer.
Terrängen på Gili Trawangan är platt. Öns högsta punkt är 75 meter över havet. Den sträcker sig 2,5 kilometer i nord-sydlig riktning, och 1,8 kilometer i öst-västlig riktning.
Följande samhällen finns på Gili Trawangan:
- Gili Trawangan